# Mahmoud Abou Zeid
Mahmoud Abou Zeid (* 19. Februar 2008) ist ein libanesischer Leichtathlet, der sich auf den Mittelstreckenlauf spezialisiert hat.

## Sportliche Laufbahn
Erste internationale Erfahrungen sammelte Mahmoud Abou Zeid im Jahr 2024, als er bei den Arabischen-U18-Meisterschaften in al-Qatif in 6:06,68 min die Bronzemedaille über 2000 m Hindernis gewann. Im Jahr darauf gewann er bei den U18-Asienmeisterschaften ebendort in 3:58,76 min die Silbermedaille im 1500-Meter-Lauf. 
2024 wurde Abou Zeid libanesischer Meister im 3000-Meter-Hindernislauf.

## Persönliche Bestleistungen
- 800 Meter: 1:54,74 min, 29. März 2025 in Beirut (libanesischer U18-Rekord)
- 1500 Meter: 3:58,76 min, 16. April 2025 in al-Qatif
  - 1500 Meter (Halle): 3:56,17 min, 27. Januar 2025 in Istanbul (libanesischer U20-Rekord)
- 3000 Meter: 8:17,53 min, 22. März 2025 in Beirut (libanesischer U20-Rekord)
- 5000 Meter: 14:59,10 min, 29. März 2025 in Beirut (libanesischer U20-Rekord)
- 3000 m Hindernis: 9:31,98 min, 29. Juni 2024 in Beirut (libanesischer U18-Rekord)